# Jack Randall
Jack Randall est un boxeur anglais combattant à mains nues né le 25 novembre 1794 à Londres et mort le 12 mars 1828.

## Carrière
Resté invaincu au cours d'une carrière qui s'étend de 1815 à 1822, il a notamment battu en 1817 Abby Belasco; en 1818 Ned Turner après 34 rounds et 2h19 de combat et deux fois Jack Martin. Il est également connu pour être à l'origine des combinaisons de coups (typiquement, un jab du gauche suivi d'un cross du droit). À la fin de sa carrière, il ouvre sa propre taverne, The hole in the wall, mais comme beaucoup de boxeurs avant lui, il sombre dans l'alcool et meurt à seulement 33 ans.

## Distinction
- Jack Randall est membre de l'International Boxing Hall of Fame depuis 2005.